# Ogończak amerykański
Ogończak amerykański (Ascaphus truei) – gatunek płaza bezogonowego z rodziny ogończakowatych (Ascaphidae), dorastający do 5,1 cm długości. Cechuje się narządem kopulacyjnym przypominającym z wyglądu ogon, którego używa podczas zapłodnienia wewnętrznego, rzadko spotykanego wśród płazów bezogonowych. Występuje na wybrzeżu Pacyfiku w Ameryce Północnej, gdzie zasiedla górskie potoki z wartkim strumieniem. Jaja składane są w sznurach, a do przeobrażenia dochodzi po 1–4 latach. Gatunek najmniejszej troski (LC) w związku z szerokim zasięgiem występowania, dużymi rozmiarami populacji oraz licznym subpopulacjami. 

## Wygląd
Gatunek ten osiąga długość 2,2–5,1 cm od końca pyska do otworu kloaki. Ubarwienie zmienne – grzbiet ma zazwyczaj kolor czekoladowobrązowy do oliwkowego, pokryty jest również ciemnymi plamami. Głowa stosunkowo duża i spłaszczona, możliwe występowanie jasnego paska biegnącego od czubka pyska do obszaru za oczami. Brak błony bębenkowej. Źrenica jest pionowa. Brzuch białawożółty. Występuje dymorfizm płciowy. Samce posiadają przedłużenie kloaki przypominające z wyglądu ogon, które używane jest jako organ kopulacyjny (zapłodnienie wewnętrzne). Ponadto, samce są mniejsze i rozwijają się u nich czarne modzele na wewnętrznych częściach ud podczas okresu godowego pomagające w przytrzymywaniu samicy. Występuje kilka adaptacji do życia w środowisku wodnym takich jak:
- redukcja w rozmiarze płuc pomagająca w kontroli siły wyporu działającej na płaza
- czubki palców u stopów są stwardniałe i zrogowaciałe, co pomaga w czołganiu się pomiędzy kamieniami na dnie strumienia

## Zasięg występowania i siedlisko
Występuje na wybrzeżu Pacyfiku w Ameryce Północnej. Zasięg występowania obejmuje obszar od północno-zachodniej Kalifornii przez Góry Kaskadowe i wybrzeże Pacyfiku po Portland Canal i rzekę Nass (Kolumbia Brytyjska). Kilka oddzielonych populacji zasiedlających Góry Błękitne (południowo-wschodni Waszyngton i północno-wschodni Oregon) oraz północne Góry Skaliste (północne Idaho i zachodnia Montana) okazało się należeć do osobnego gatunku Ascaphus montanus, czego dowiedziono w 2001 roku (wcześniej, w 1949 roku Mittleman i Myers uznali te populacje za podgatunek A. truei montanus).
A. truei zasiedla przejrzyste potoki w obszarach górzystych cechujące się zimną wodą i grubym podłożem, w którym płaz może się zakopać lub złożyć jaja. Wymaga również obecności lasu pierwotnego wzdłuż siedliska – nadbrzeżna roślinność wykorzystywana jest jako kryjówka oraz obszar polowań.

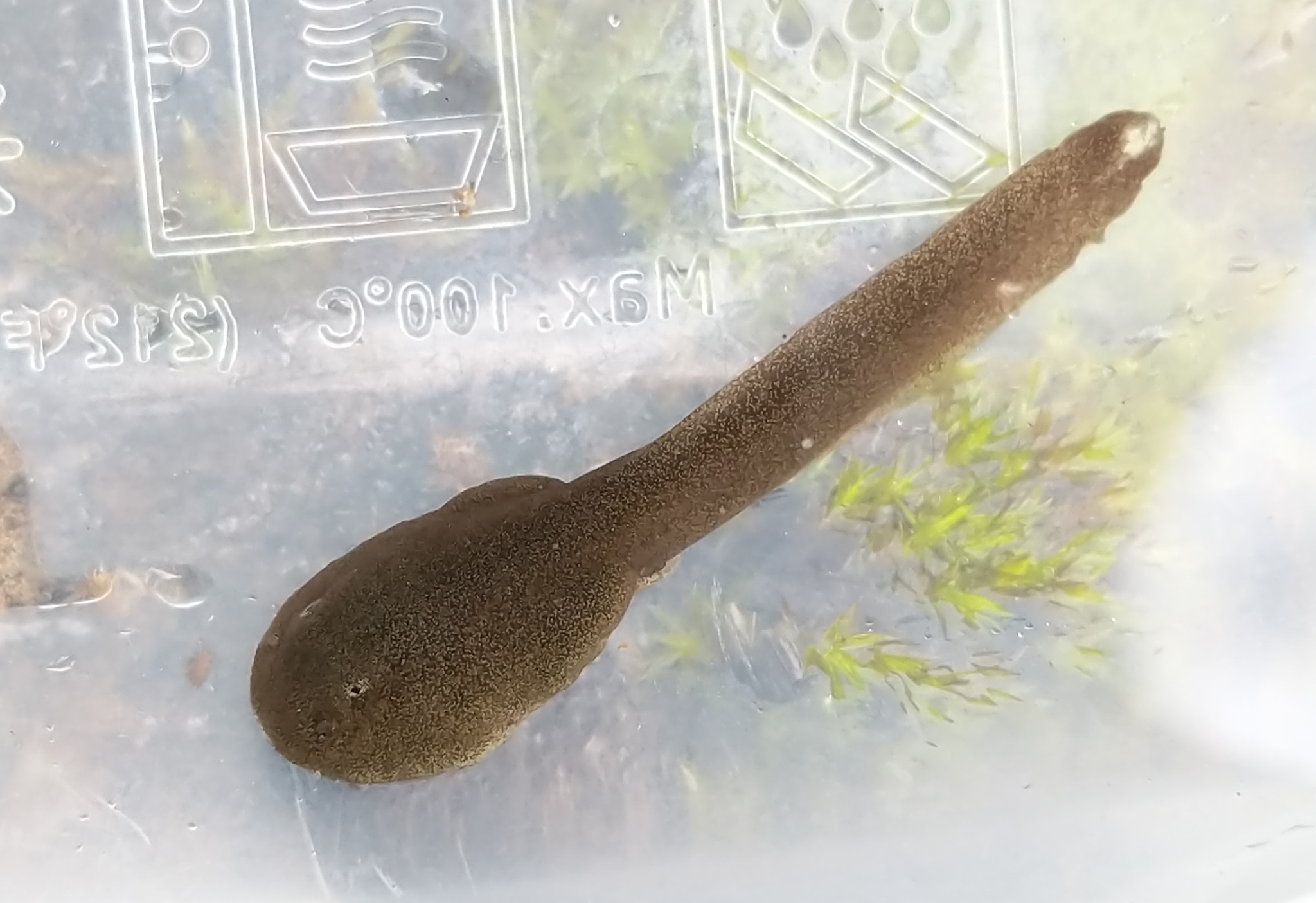
kijanka A. truei

## Rozmnażanie i rozwój
Gatunek ten nie nawołuje. Cechuje się zapłodnieniem wewnętrznym (będącym adaptacją do życia w strumieniach z szybko płynącą wodą), co jest cechą unikalną wśród płazów bezogonowych. Okres godowy trwa od maja do września. Jaja składane są w sznurach pod kamieniami w strumieniach. Kijanki cechują się dużym, okrągłym otworem gębowym ułatwiającym przyssanie się do kamieni w strumieniu. Do przeobrażenia dochodzi po 1–4 latach, a dojrzałość płciowa osiągana jest po 7–8 latach.

## Status
Gatunek najmniejszej troski (LC) w związku z szerokim zasięgiem występowania, dużym rozmiarem populacji, a także licznymi subpopulacjami. Lokalnym populacjom zagrażać mogą wycinka lasu, budowa dróg, a także zanieczyszczenia wód.